# Ancylolomia punctistrigellus
Ancylolomia punctistrigellus là một loài bướm đêm trong họ Crambidae.